# Artemisia californica

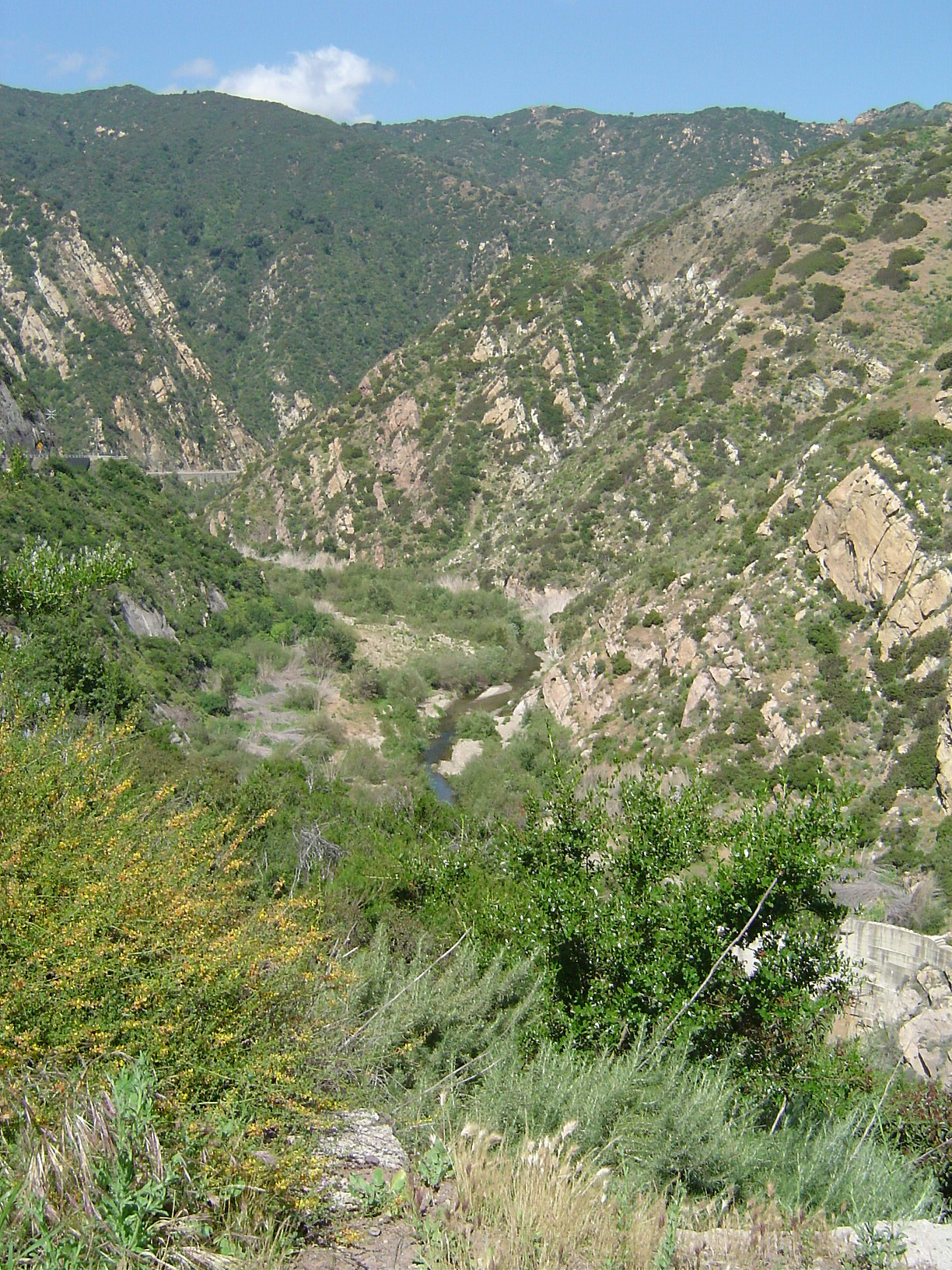
El seu hàbitat

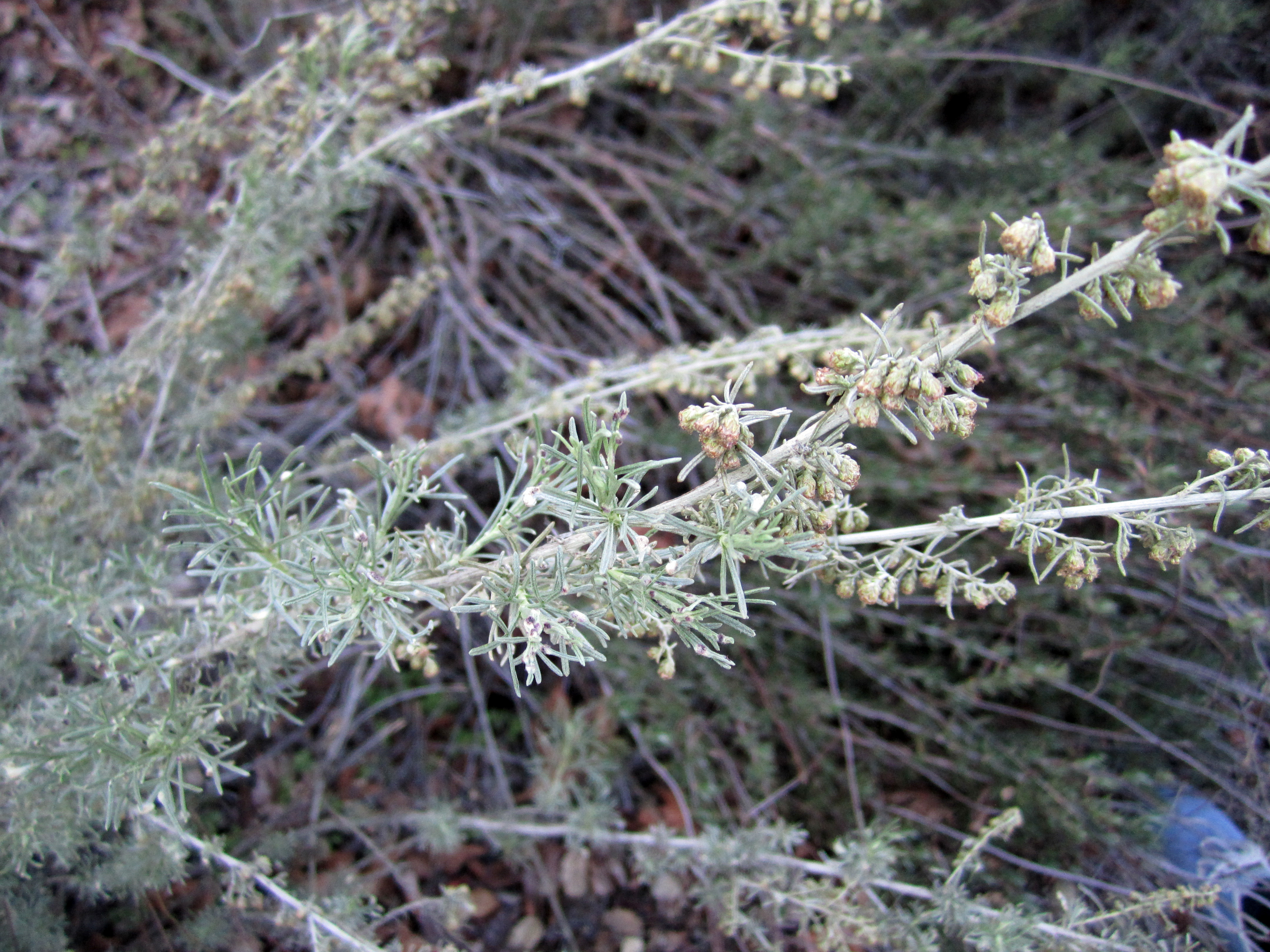
En flor

Artemisia californica és una espècie de planta amb flors del gènere Artemisia dins la família de les asteràcies (Asteraceae).

## Descripció
És un arbust perenne que pot atènyer una altura d'entre 1,5 i 2,5 metres, que creix de manera arrodonida amb tiges primes i flexibles des de la base de la planta. Les fulles són fragants, revolutes, pubescents, verdes grisenques i fan entre 2 i 10 cm de llargària, poden ser linears o finament dividies de manera palmada en segments filiformes, de 2 a 4. Les flors es troben agrupades en petits, uns 5 mm de diàmetre, i nombrosos capítols, agrupats al seu torn en panícules llargues. A  l'involucre, d'entre 2 i 3 mm, les bràctees es disposen de manera imbricada. Les flors són de color groguenc, de vegades vermelles, n'hi ha entre 6 i 10 lígules i entre 15 i 30 flòsculs. El fruit és un aqueni amb un petit papus en forma de corona.

## Distribució i hàbitat
Aquesta espècie és nativa de Califòrnia, la península de Califòrnia i el nord-oest de Mèxic. És un arbust típic costaner i de garrigues, com també es pot trobar en boscos i arbredes

## Taxonomia
Aquest tàxon va ser publicat per primer cop l'any 1831 a la revista botànica Linnaea de Berlín, pel botànic alemany Christian Friedrich Lessing (1809-1862).

### Sinònims
Els següents noms científics són sinònims d'Artemisia californica:
- Sinònims homotípics

- Crossostephium californicum (Less.) Rydb.

- Sinònims heterotípics

- Artemisia abrotanoides Nutt.
- Artemisia fischeriana Besser
- Artemisia fischeriana var. vegetior Besser
- Artemisia foliosa Nutt.
- Crossostephium foliosum Rydb.